# チアゴ・フェレイラ
チアゴ・マメーデこと、チアゴ・フィリペ・プラゼレス・フェレイラ（Tiago Filipe Prazeres Ferreira, 2002年3月18日 - ）は、イタリア出身のサッカー選手。 セグンダ・リーガ・ポルティモネンセSC所属。ポジションは FW、DF。

## 経歴
イタリアのレッジョ・ディ・カラブリアで生まれ育ち、後にポルトガルに移住。2010年にスポルティングCPのユースアカデミーに加入した。
2019年にスポルティングCPとプロ契約を締結し、2020年12月17日に契約を2025年まで延長した。2021年にスポルティングCP Bでデビューを果たし、2021-22シーズンのプレシーズンではトップチームに帯同したが、同年11月に膝の負傷で離脱。約1年半後の2022年3月に復帰し、スポルティングCP Bでプレーを再開した。
2023年11月9日、UEFAヨーロッパリーグのラクフ・チェンストホヴァ戦（2-1で勝利）で後半70分から途中出場し、スポルティングCPでのトップチームデビューを飾った。
2024年6月、シャルケ04への移籍を目的として、ドイツで同クラブの練習に参加した。現地でのメディカルチェックを完了し、契約締結直前まで進んだものの、シャルケ04がフリーでの獲得を希望したのに対し、スポルティングが移籍金の支払いを求めたため、両者の意見が対立し、移籍は最終的に破談に終わった。
2024年7月、CFエストレラ・アマドーラへ移籍。同年10月5日、プリメイラ・リーガ第8節、ジル・ヴィセンテFC戦にて先発出場しリーグ戦デビューを飾った。
2025年7月9日、ポルティモネンセSCへの完全移籍が発表された。

## 代表歴
2019年11月28日、国際親善試合、サントメ・プリンシペ U-18代表戦にてプロ初ゴールを記録した。

## 人物
ニックネームのマメーデはレッジーナ1914などでプレーした実父のジョゼ・マメーデからとったものである。

## 個人成績
| 国内大会個人成績 | 国内大会個人成績 | 国内大会個人成績 | 国内大会個人成績 | 国内大会個人成績 | 国内大会個人成績 | 国内大会個人成績 | 国内大会個人成績 | 国内大会個人成績 | 国内大会個人成績 | 国内大会個人成績 | 国内大会個人成績 |
| 年度             | クラブ           | 背番号           | リーグ           | リーグ戦         | リーグ戦         | リーグ杯         | リーグ杯         | オープン杯       | オープン杯       | 期間通算         | 期間通算         |
| 年度             | クラブ           | 背番号           | リーグ           | 出場             | 得点             | 出場             | 得点             | 出場             | 得点             | 出場             | 得点             |
| ポルトガル       | ポルトガル       | ポルトガル       | ポルトガル       | リーグ戦         | リーグ戦         | リーグ杯         | リーグ杯         | ポルトガル杯     | ポルトガル杯     | 期間通算         | 期間通算         |
| ---------------- | ---------------- | ---------------- | ---------------- | ---------------- | ---------------- | ---------------- | ---------------- | ---------------- | ---------------- | ---------------- | ---------------- |
| 21-22            | スポルティング   | 59               | プリメイラ       | 0                | 0                | 0                | 0                | 0                | 0                | 0                | 0                |
| 22-23            | スポルティング   | 88               | プリメイラ       | 0                | 0                | 0                | 0                | 0                | 0                | 0                | 0                |
| 23-24            | スポルティング   | 88               | プリメイラ       | 0                | 0                | 0                | 0                | 0                | 0                | 0                | 0                |
| 24-25            | エストレラ       | 88               | プリメイラ       | 3                | 0                | 0                | 0                | 0                | 0                | 3                | 0                |
| 総通算           | 総通算           | 総通算           | 総通算           | ⠀                | ⠀                | ⠀                | ⠀                | ⠀                | ⠀                | ⠀                |                  |